# Joaquín A. González
Joaquín Alberto González Marrón fue un destacado tenor y escultor mexicano, nacido en el poblado de San Agustín, Jalisco, el 3 de julio de 1914, y fallecido en la Ciudad de México el 10 de julio de 1999, apenas una semana después de celebrar su octogésimo quinto cumpleaños. 
Proveniente del matrimonio entre la Sra. María Atilana Marrón Flores y el Dr. Gonzalo González González, Joaquín desde pequeño mostró inclinación tanto por el ámbito musical como por el artístico.
En su juventud fue alumno sobresaliente de José Pierson, reconocido cantante, director artístico, promotor cultural y profesor de canto.
A principios de la década de los cincuenta, fue cantante de La Orquesta Típica Mexicana. 
Posteriormente, en la siguiente década ya convertido en escultor, destacó por sus trabajos de restauración de imágenes religiosas. Estas reparaciones no solamente las llevaba a cabo en su taller ubicado en la calzada de Guadalupe, sino que también las realizaba en iglesias de la Ciudad de México. Entre sus trabajos más relevantes, podemos mencionar el realizado en la Parroquia de la Medalla Milagrosa.
Desde 1975 hasta su fallecimiento, fue un incansable promotor cultural, dedicando gran parte de su vida a esta noble causa en Zihuatanejo, Gro. Entre su legado se encuentra la creación del programa "Domingos Culturales", el cual continúa siendo llevado a cabo en la plaza principal de Zihuatanejo hasta la fecha.
En reconocimiento a su invaluable contribución a la cultura, en 1996, el Gobierno del Municipio de José Azueta, la prensa local y el gremio de músicos y artistas de Zihuatanejo le brindaron un merecido homenaje en vida por sus más de 20 años como director general de los Domingos Culturales.
- Datos: Q5931664
- Multimedia: Joaquín A. González / Q5931664